# 巴岑多夫
巴岑多夫（法語：Batzendorf，法語發音：[batsəndɔʁf] ⓘ）是法国下莱茵省的一个市镇，属于阿格诺-维桑堡区。

## 地理
巴岑多夫（48°47'1"N, 7°42'20"E）面积6.74 平方千米，位于法国大東部大區下莱茵省，该省份为法国大陆部分最东部的省份，是阿尔萨斯的一部分，今与上莱茵省组成了阿尔萨斯欧洲集体，其南至上莱茵省，西南接孚日省和默尔特-摩泽尔省，西接摩泽尔省，北与德国接壤。
与巴岑多夫接壤的市镇（或旧市镇、城区）包括：罗泰尔桑、贝尔斯泰姆、阿格诺、奥克斯泰、尼德谢福尔赛姆、莫代尔河畔什韦古斯、瓦勒奈姆、万泰尔苏斯。
巴岑多夫的时区为UTC+01:00、UTC+02:00（夏令时）。

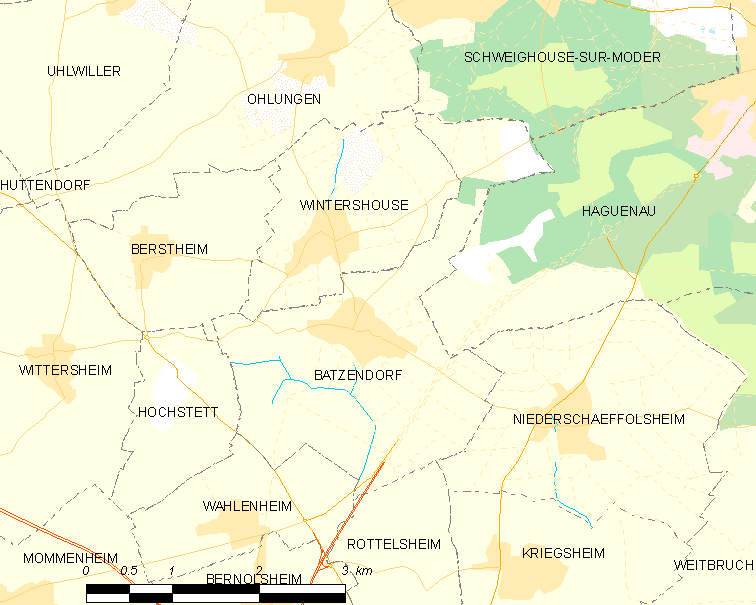
巴岑多夫的OSM定位图

## 行政
巴岑多夫的邮政编码为67500，INSEE市镇编码为67023。

## 政治
巴岑多夫所属的省级选区为阿格诺县。

## 人口

1962-2008年间巴岑多夫人口变化图示

巴岑多夫于2022年1月1日时的人口数量为968人。